# Galleria Caltanissetta
La galleria Caltanissetta è un tunnel stradale a doppia canna, con due corsie per senso di marcia, lungo la strada statale 640 Strada degli Scrittori. Con i suoi 4,05 km, è la galleria stradale più lunga della Sicilia.

## Storia
2007: l'ANAS redige il progetto definitivo dell'adeguamento a strada extraurbana principale della strada statale 640 di Porto Empedocle, in cui è prevista la galleria Caltanissetta;

2009: il CIPE approva e finanzia il secondo lotto, inclusa la galleria Caltanissetta;

2010: il contraente generale, di cui è mandataria la C.M.C. di Ravenna, si aggiudica in via definitiva lavori del secondo lotto;

2013: l'ANAS approva la variante tecnica migliorativa che comporta l'aumento del diametro delle canne;

2013, ottobre: i pezzi della TBM giungono al cantiere-base nei pressi di Caltanissetta;

2014, giugno: inizia lo scavo della canna sinistra, in direzione Agrigento;

2015, ottobre: termina lo scavo della prima canna;

2016, aprile: inizia lo scavo della canna destra, in direzione A19;

2017, giugno: termina lo scavo della seconda canna;

2024: la galleria è aperta al traffico.
La realizzazione della galleria Caltanissetta è stata prevista nell'ambito dell'adeguamento a strada extraurbana principale della strada statale 640 di Porto Empedocle – nel frattempo ribattezzata "Strada degli Scrittori" – e ha rappresentato l'opera principale del secondo lotto, tra la progressiva 44+000 e l'innesto con l'autostrada A19 Palermo-Catania.

### Genesi
La progettazione del raddoppio della SS 640 pose il problema dell'attraversamento del centro abitato di Caltanissetta. Infatti il vecchio tracciato raggiunge la città attraverso una zona fortemente antropizzata, caratterizzata da aree residenziali e commerciali, costeggiando a est la collina Sant'Elia, sede di recente espansione urbana; dopo lo svincolo per il centro cittadino una galleria lunga 440 m, denominata "Sant'Elia", oltrepassa la propaggine più orientale della collina omonima.
Il progetto preliminare, redatto dall'ANAS nel 1999, prevedeva la costruzione di una nuova carreggiata in direzione Agrigento in affiancamento alla sede stradale esistente, che sarebbe stata riqualificata in carreggiata a senso unico in direzione A19. Tale soluzione, successivamente chiamata "Alternativa 1", venne osteggiata dall'amministrazione comunale di Caltanissetta, perché la nuova carreggiata avrebbe ulteriormente frazionato il tessuto urbano di contrada Sant'Elia. La variante al piano regolatore generale (PRG), adottata con la deliberazione commissariale n. 149 del 13 ottobre 1999, ha previsto che la galleria Sant'Elia e il resto del tracciato esistente in prossimità della città fossero svincolati dall'itinerario della SS 640, per essere destinati ad asse di scorrimento urbano, proponendo la realizzazione di una variante stradale che attraversasse la collina Sant'Elia interamente in galleria.

### Variante Caltanissetta
Alla luce delle prescrizioni del PRG di Caltanissetta, la soluzione indicata come "Alternativa 1", proposta nel progetto preliminare, venne scartata e si rese necessario progettare la cosiddetta "Variante Caltanissetta", per la quale furono vagliate due diverse alternative.
- "Alternativa 2": prevedeva la realizzazione di una nuova arteria di 6,7 km che si sarebbe discostata dall'attuale sede stradale presso contrada Bigini, avrebbe attraversato in galleria i quartieri residenziali a ovest di Caltanissetta – compatibilmente con quanto indicato dal PRG –, avrebbe affiancato a ovest i tre viadotti esistenti a nord del centro abitato e si sarebbe ricongiunta al tracciato esistente in prossimità dello svincolo di Caltanissetta nord.
- "Alternativa 3": prevedeva la realizzazione di una variante, con estensione molto maggiore di quella proposta dall'alternativa "2", che avrebbe abbandonato il tracciato esistente in prossimità della borgata di Favarella, dirigendosi verso nord, e si sarebbe ricongiunta al tracciato esistente in corrispondenza dello svincolo di Caltanissetta nord dopo aver attraversato territori scarsamente antropizzati tra Caltanissetta e San Cataldo.

L'alternativa "3" fu scartata a causa delle difficili condizioni geologiche del suolo sul quale si sarebbe sviluppata la variante, dei costi di realizzazione e del grande impatto ambientale che avrebbero avuto le opere sul territorio. L'alternativa "2" presentava invece un miglior rapporto costi/benefici e un minore impatto, dato che si sarebbe estesa in gran parte in galleria e per la restante parte su viadotti a una quota più bassa dei tre esistenti; per questo motivo tale alternativa fu preferita alle altre e scelta per il progetto definitivo, redatto dall'ANAS nel 2007. Il lungo tunnel previsto sotto la collina Sant'Elia fu chiamato "galleria Caltanissetta".
Da quel momento in poi l'iter progettuale della galleria Caltanissetta coincise con quello del secondo lotto del raddoppio della SS 640, in cui è stata inclusa: nel 2009 il progetto definitivo fu approvato dal CIPE e finanziato con 990 milioni di euro da CIPE e Regione Siciliana, e nel 2010 i lavori furono aggiudicati in via definitiva al contraente generale, un'associazione di imprese denominata "Empedocle 2" la cui mandataria era la CMC di Ravenna. Il costo previsto per la realizzazione della galleria è di 201 milioni di euro, circa il 20% dell'intero importo del secondo lotto.

### Progetto
Inizialmente dimensionate per ospitare ciascuna due corsie da 3,75 metri e una corsia di emergenza da 1,75 m, in linea con quanto prescritto per le strade extraurbane principali, il progetto delle due canne fu rivisto e modificato per eliminare le piazzole di sosta che avrebbero dovuto essere realizzate lungo tutta la lunghezza della galleria. Con una variante tecnica migliorativa approvata dall'ANAS nel 2013 e dalla direzione generale per le valutazioni ambientali il 19 giugno 2014, venne quindi stabilito l'aumento del diametro di scavo per consentire la realizzazione di una corsia di emergenza larga 3,50 m al posto delle piazzole, portando la larghezza della parte carrabile a 11,25 m, che la rendono più simile a una galleria autostradale, che non a una extraurbana principale. Tale variante tecnica, pur mantenendo pressoché inalterato il costo dell'opera, comporta molteplici benefici: oltre alla sicurezza stradale, l'assenza delle piazzole di sosta migliora anche la sicurezza strutturale e gestionale della galleria, poiché viene preservata la monoliticità statica del rivestimento, mentre i tempi previsti per la realizzazione dell'opera si ridussero da 1053 giorni a 935.
La lunghezza di ciascuna canna è di circa 4 050 metri, il che la rende la galleria stradale più lunga della Sicilia, strappando il titolo alla galleria Petraro, lunga oltre 3,3 km, sull'autostrada Messina-Palermo.

## Costruzione
Costruita a Lione, fu trasportata su chiatte fluviali a Marsiglia, dove venne imbarcata per la Sicilia. Attraccò al porto di Porto Empedocle il 2 settembre 2013 e da qui, per diversi giorni, i pezzi della talpa percorsero l'intero tragitto della SS 640 a bordo di autotreni adibiti a trasporto eccezionale, fino al cantiere-base di contrada Bigini, a Caltanissetta. In tale circostanza si rese necessario sottoporre i viadotti a prove di carico, alcune gallerie vennero scarificate per abbassarne il piano stradale e fu modificata la geometria di alcune intersezioni; in via straordinaria il convoglio attraversò la "Variante Canicattì", allora non ancora aperta al traffico, con il nuovo viadotto Serra Cazzola appena completato.
Lo scavo della galleria Caltanissetta è avvenuto per mezzo di una fresa meccanica a piena sezione (Tunnel Boring Machine, "TBM"); si tratta della prima galleria stradale in Sicilia scavata con una talpa meccanica anziché con i metodi tradizionali.
Sebbene i lavori del secondo lotto fossero iniziati ufficialmente all'inizio del 2012, i pezzi della TBM, arrivarono nell'ottobre 2013 al cantiere-base in allestito contrada Bigini, alle porte di Caltanissetta, laddove si sarebbe trovato il portale sud della galleria, e furono assemblati con l'ausilio di un carroponte installato per l'occasione. I motori della TBM, battezzata "Barbara", furono avviati il 4 giugno 2014 con una cerimonia alla presenza del vescovo della diocesi di Caltanissetta Mario Russotto, mentre lo scavo effettivo della prima canna iniziò il 28 giugno successivo, per concludersi circa sedici mesi dopo, il 15 ottobre 2015, quando la talpa abbatté l'ultimo diaframma in corrispondenza del portale nord. Durante i lavori vennero infranti alcuni record, tra cui quello nazionale di scavo meccanizzato il 4 settembre 2014, quando la TBM avanzò di 28 metri lineari in un solo giorno.
Nei mesi successivi la talpa fu smontata e trasportata al cantiere-base di contrada Bigini attraverso la canna appena realizzata, dove fu riassemblata con l'ausilio del carroponte che nel frattempo era stato spostato di qualche metro per allinearlo al portale dell'altra canna; lo scavo della seconda canna, quella in direzione A19, durò quattordici mesi, dal 5 aprile 2016 al 15 giugno 2017. In totale, per lo scavo di entrambe le canne occorsero 545 giorni effettivi, con una media di 14,30 metri scavati al giorno.
Nonostante tali risultati, l'apertura al traffico subì numerosi ritardi: dopo un'iniziale previsione di conclusione dei lavori di ammodernamento della SS 640 per il mese di marzo 2019, a causa della crisi della CMC di Ravenna, principale ditta appaltante, e del mancato pagamento dei creditori, tale data è slittata più volte. Il 10 settembre 2024 la sola canna sinistra è stata aperta al traffico, provvisoriamente a doppio senso di marcia, mentre il 19 dicembre successivo è stata aperta anche la canna destra.

### TBM Barbara
La fresa adoperata per la realizzazione della galleria era una TBM di tipo "EPB" (Earth Pressure Balanced) costruita dalla casa francese NFM Technologies (NHI Group) a Lione, in Francia. Le operazioni di montaggio della complessa attrezzatura richiesero circa sei mesi e l'ausilio di carroponte Cimolai da 340 tonnellate, alto 25 metri e largo 21, che rimase a supporto della talpa anche nelle successive fasi dello scavo. Fu battezzata "Barbara" il 4 dicembre 2013, in occasione della festa di santa Barbara, protettrice dei minatori, in omaggio al territorio nisseno, ricco di miniere di sale e zolfo.
Con un diametro di 15,08 m — che la rendeva una delle più grandi al mondo — e una lunghezza di 115 m, la TBM Barbara era alimentata da 22 motori elettrici da 348 kW ciascuno in grado di produrre una potenza complessiva di 7 656 kW. L'avanzamento della TBM, la cui massima velocità è di 65 mm/min, avveniva mediante martinetti idraulici a spinta sincronizzata in grado di generare una spinta nominale di 235 620 kN e una spinta eccezionale di 269 000 kN. Man mano che la testa avanzava, veniva collocato dalla stessa TBM l'anello di rivestimento, avente diametro esterno di 14,65 m e uno interno di 13,45 m, costituito da otto conci spessi 60 cm più un concio di chiave. Il materiale scavato dalla testa riempiva la camera di scavo da dove veniva prelevato da una còclea del diametro di 1,4 m, con una capacità di estrazione di circa 1700 m³/ora, che lo scaricava su un nastro trasportatore.